# Kúpcsőrűek

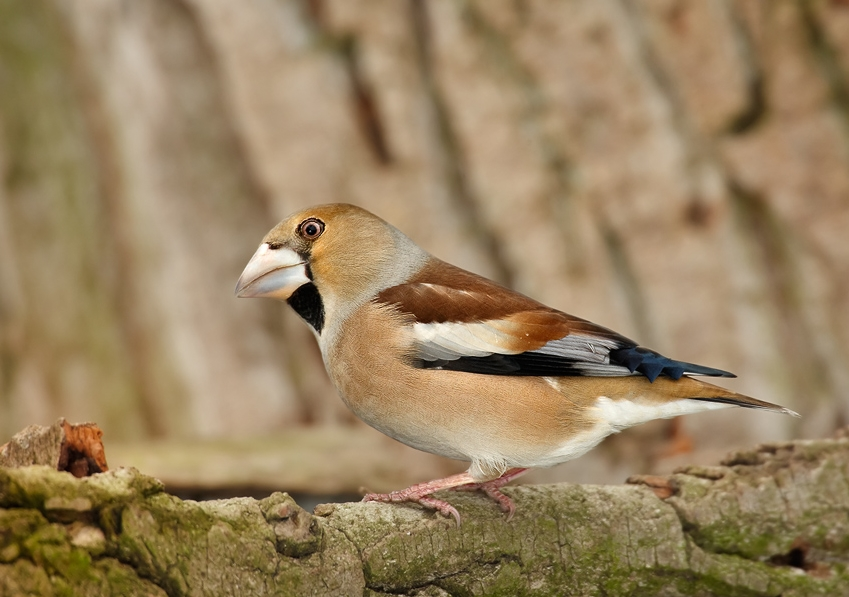
meggyvágó (Coccothraustes coccothraustes)

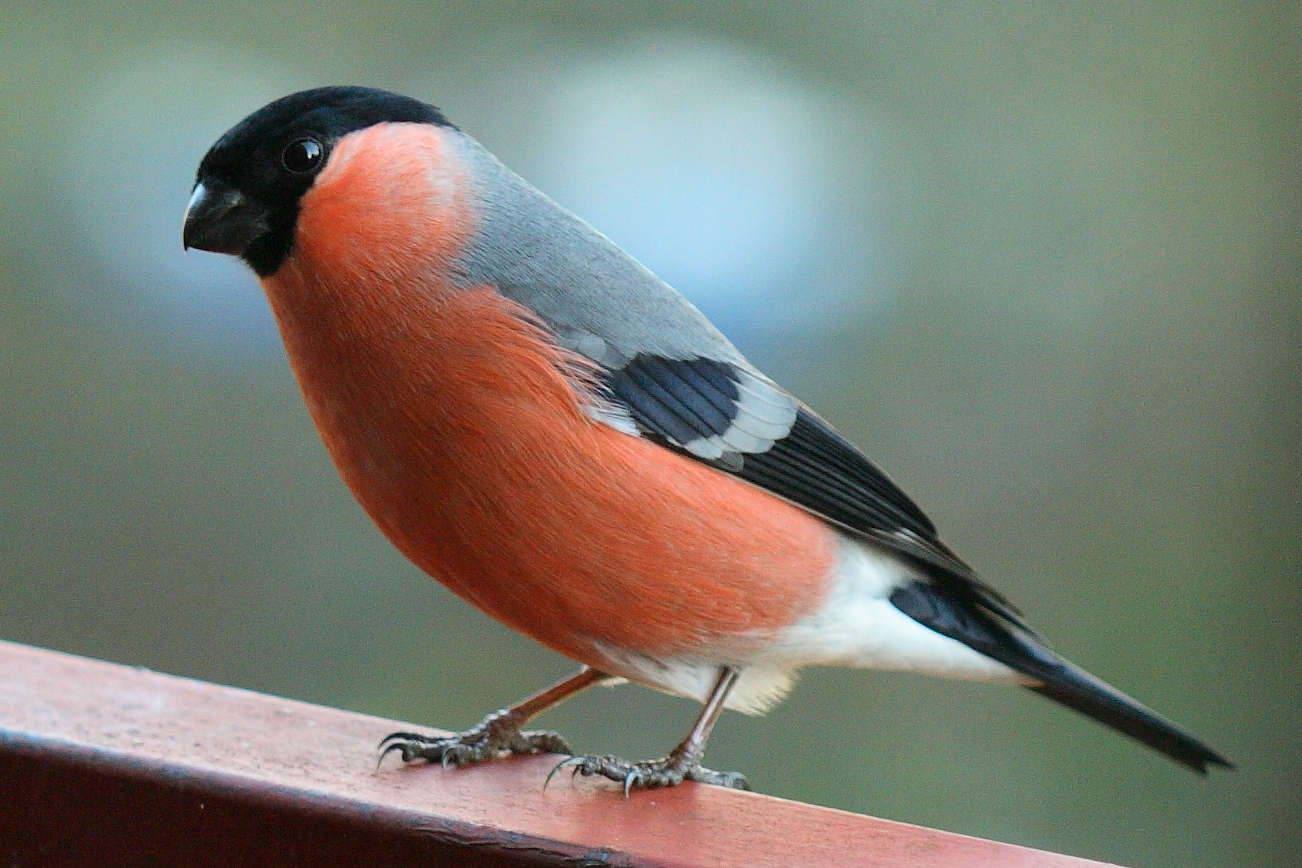
Hím süvöltő (Pyrrhula pyrrhula)

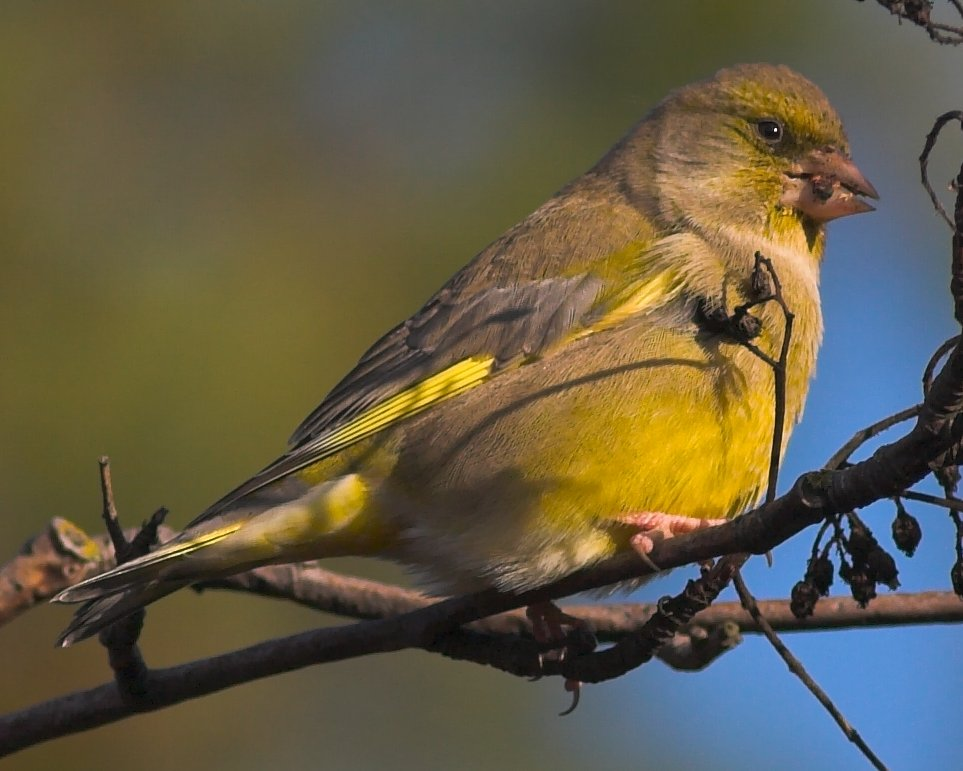
zöldike (Chloris chloris)

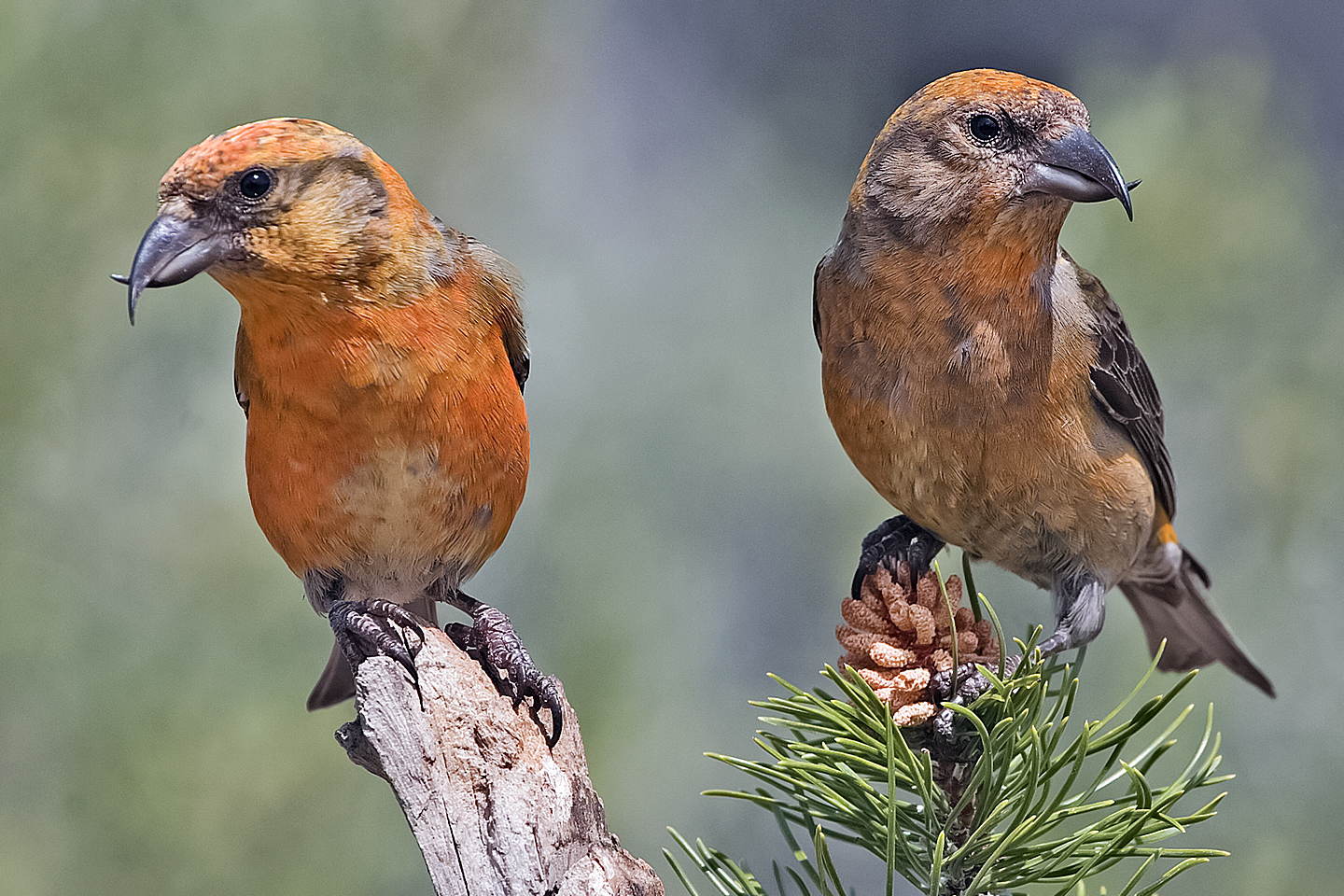
Két hím keresztcsőrű (Loxia curvirostra)

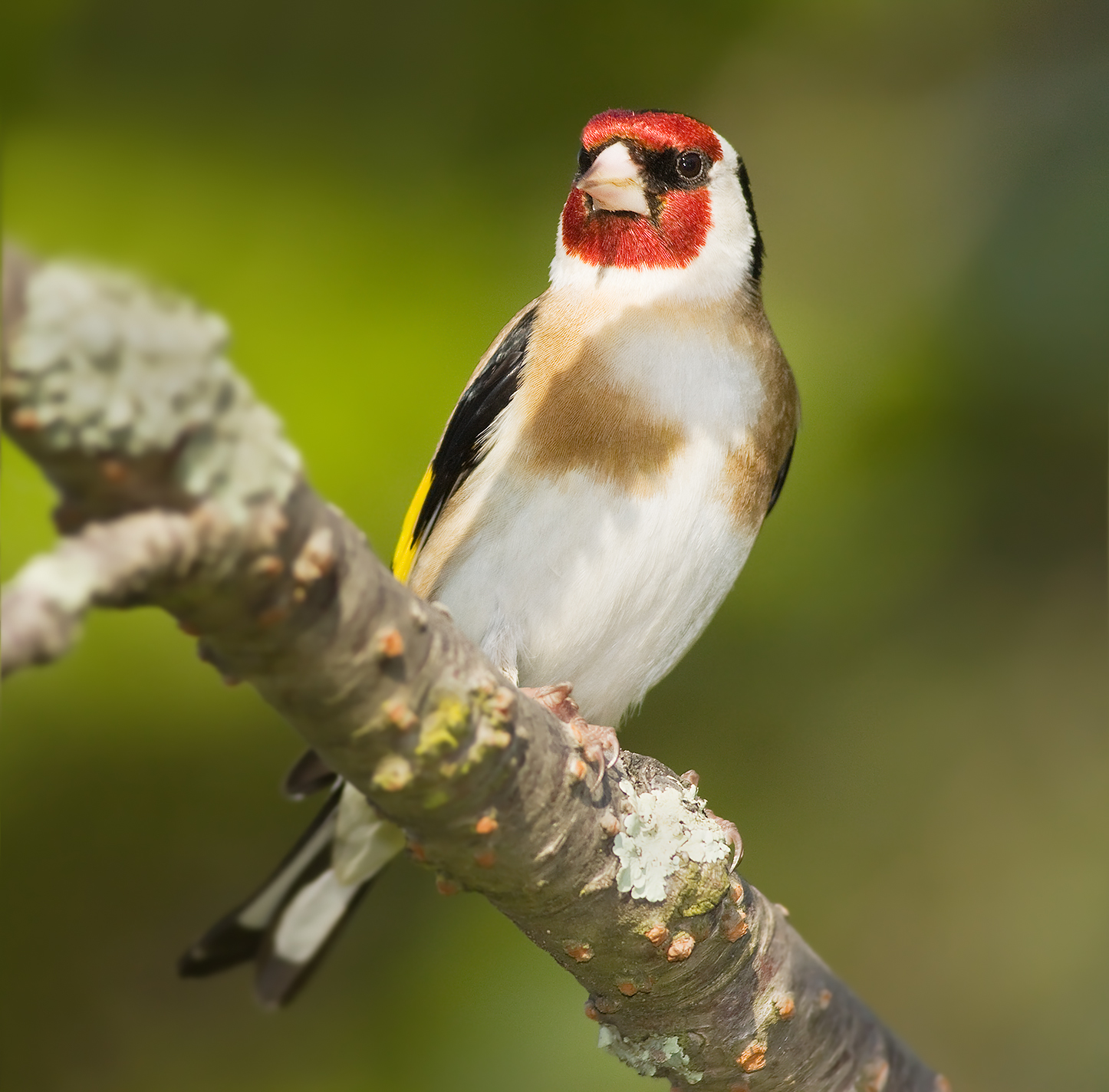
tengelic (Carduelis carduelis)

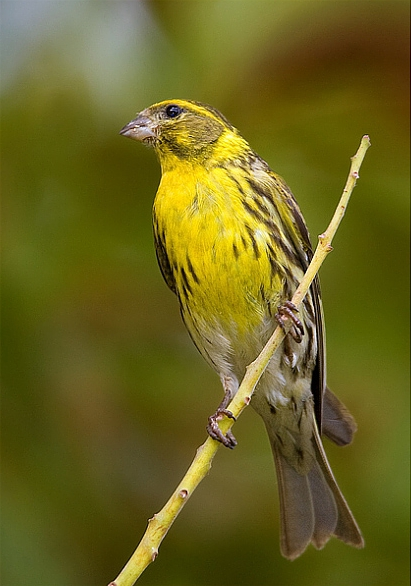
csicsörke (Serinus serinus)

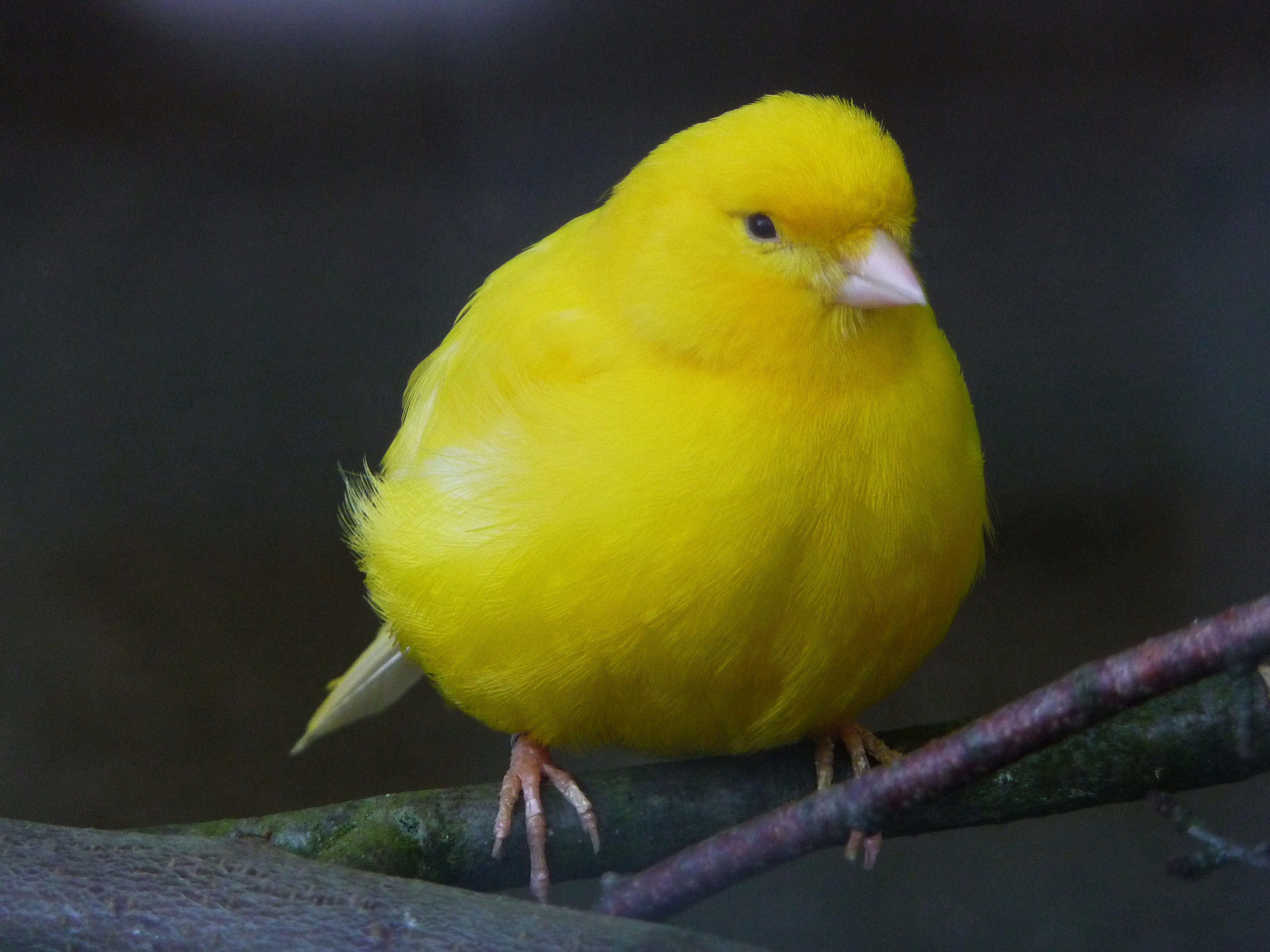
A háziasított kanárimadár (Serinus canaria) a legismertebb kúpcsőrű

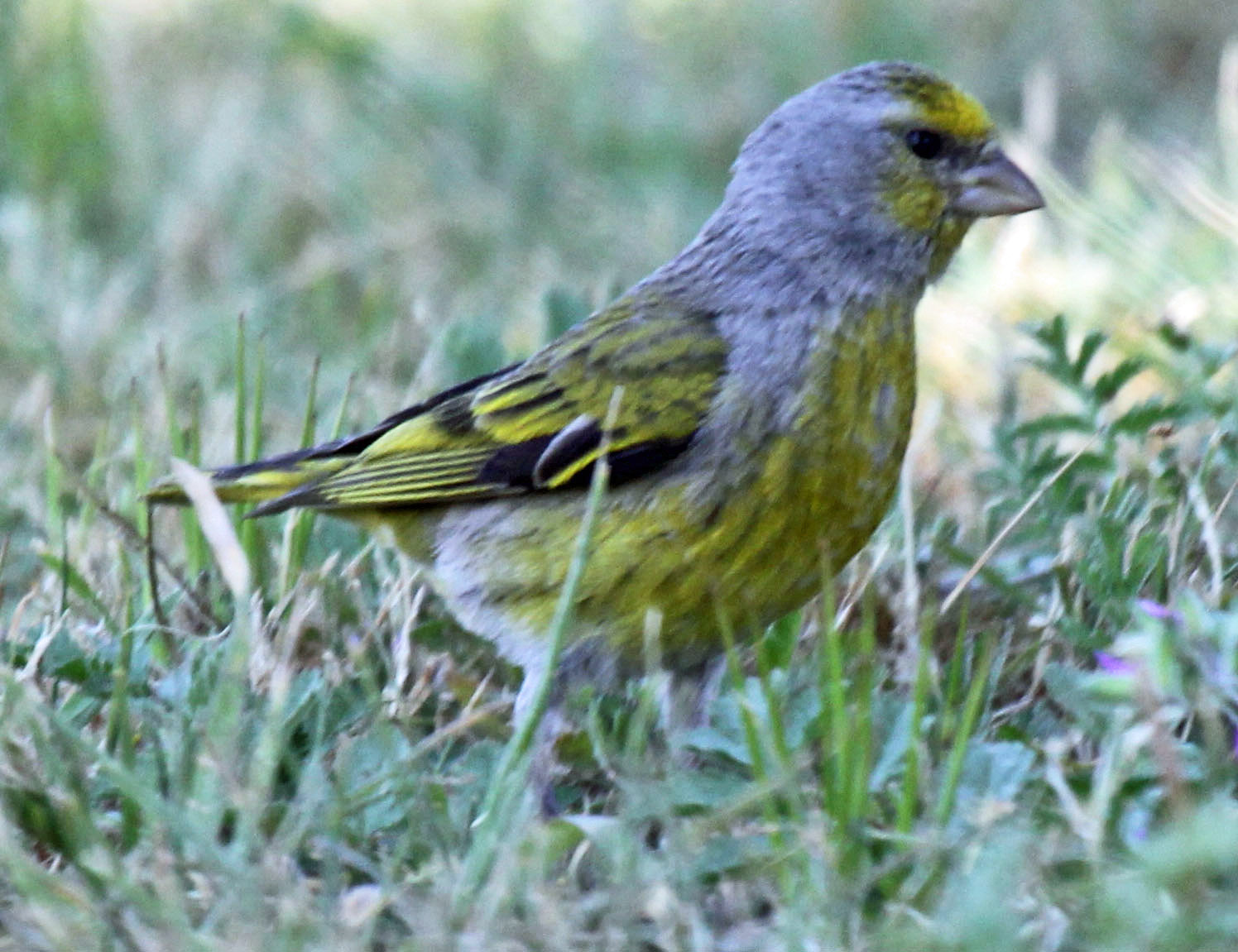
szürkenyakú csicsörke (Serinus canicollis)

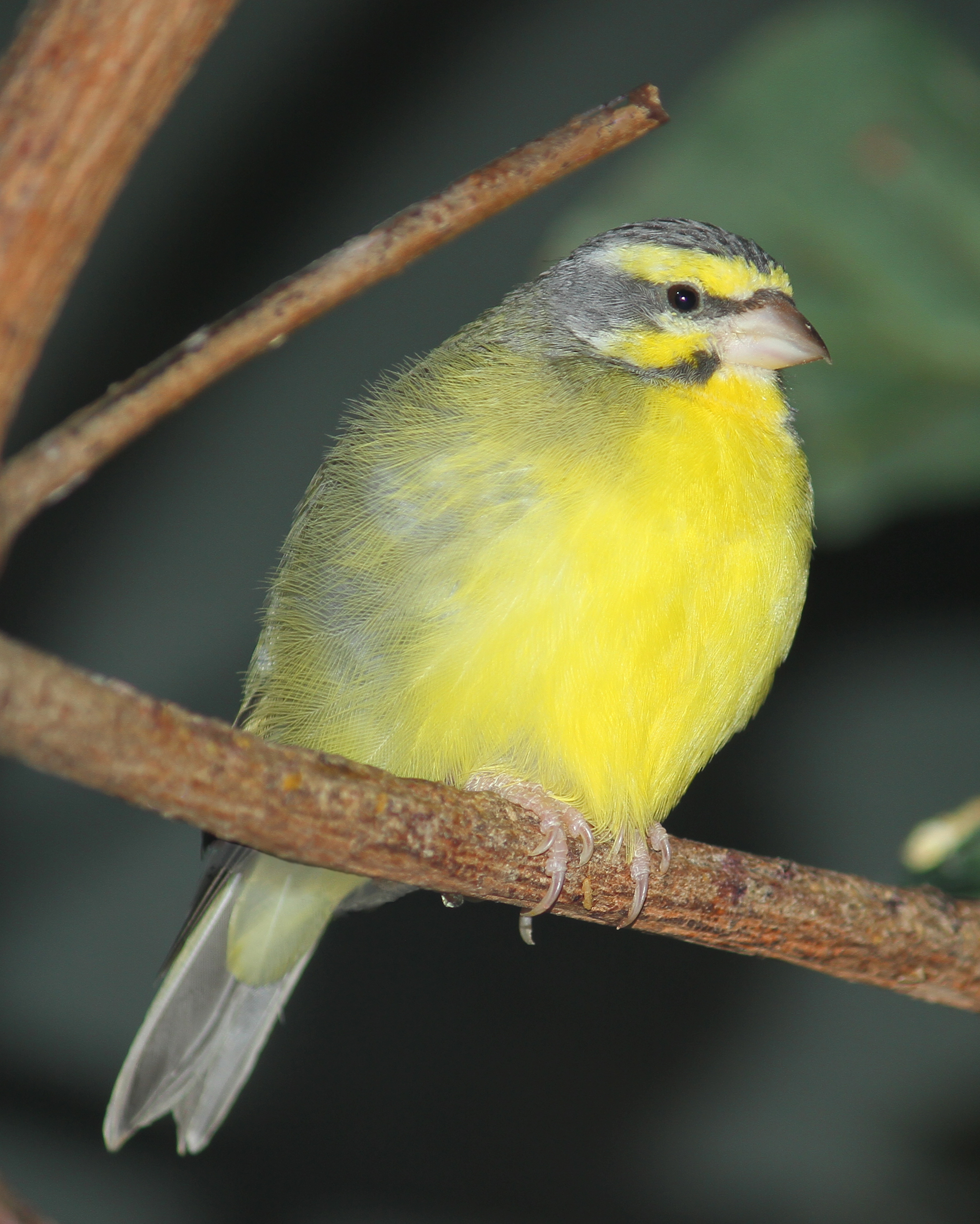
mozambiki csicsörke (Crithagra mozambica)

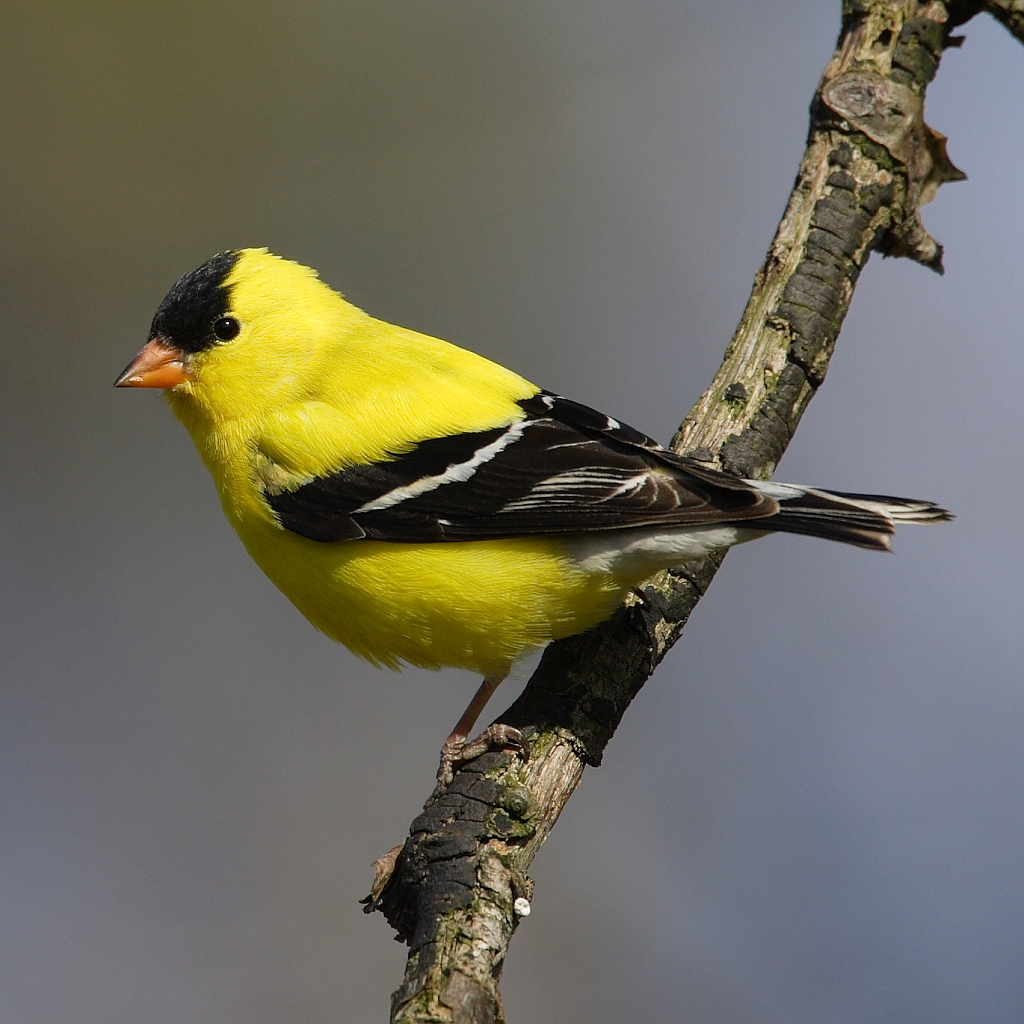
aranycsíz (Spinus tristis)

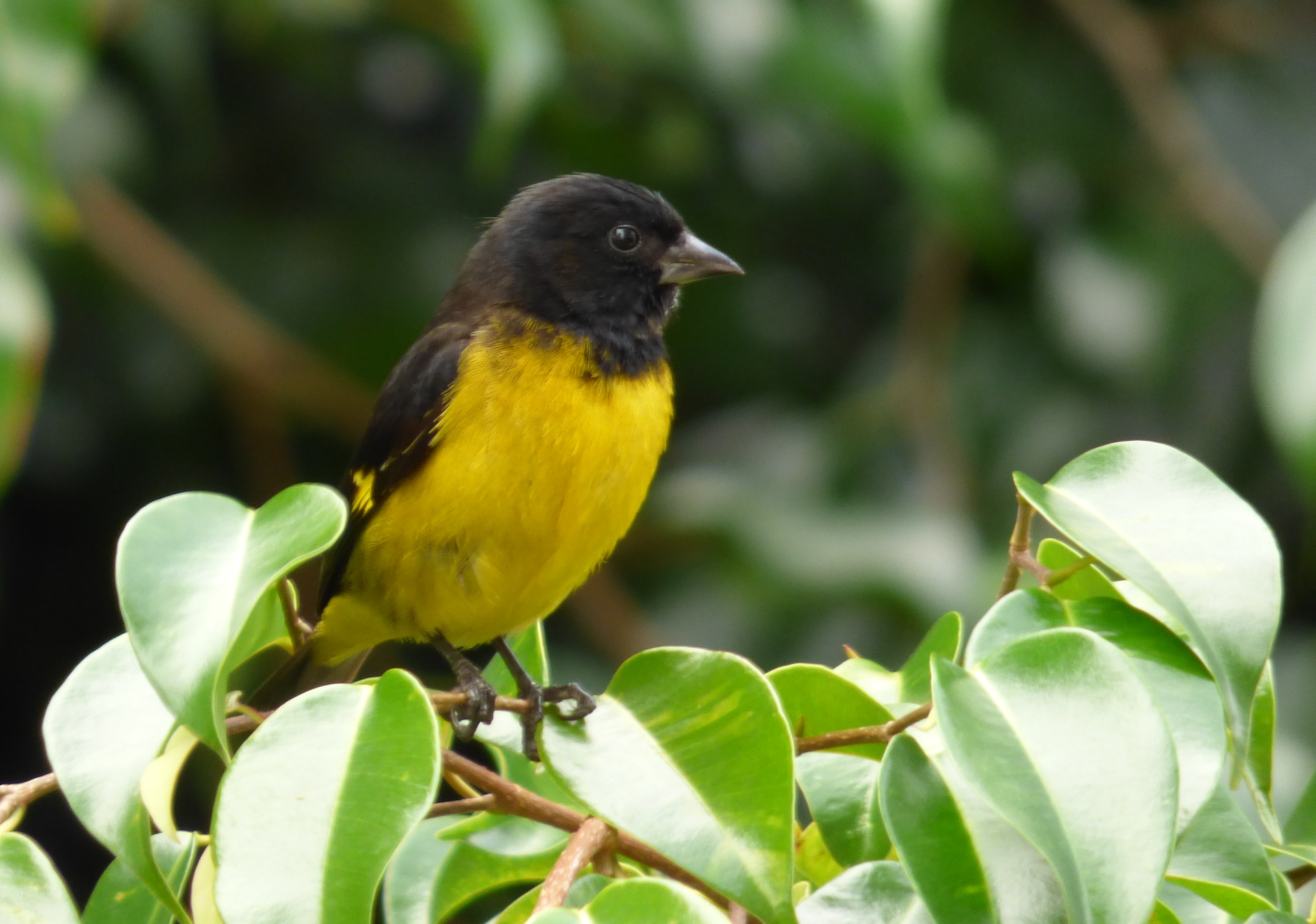
sárgahasú csíz (Spinus xanthogastra)

A kúpcsőrűek (Carduelinae) a madarak osztályának verébalakúak (Passeriformes) rendjébe és a pintyfélék (Fringillidae) családjába tartozó alcsalád.

## Rendszerezés
Az alcsaládba az alábbi 19 nem és fajok tartoznak:
- Mycerobas (Cabanis, 1847) – 4 faj
  - aranymeggyvágó (Mycerobas icterioides)
  - sárgacombú meggyvágó (Mycerobas affinis)
  - foltos meggyvágó (Mycerobas melanozanthos)
  - borókavágó (Mycerobas carnipes)

- Hesperiphona (Bonaparte, 1850) - 2 faj
  - nyugati meggyvágó (Hesperiphona abeillei) vagy (Coccothraustes abeillei)
  - kései meggyvágó (Hesperiphona vespertinus) vagy (Coccothraustes vespertinus)

- Coccothraustes (Brisson, 1760) – 1 faj
  - meggyvágó (Coccothraustes coccothraustes)

- Eophona  (Gould, 1760) – 2 faj
  - vándormeggyvágó (Eophona migratoria)
  - álarcos meggyvágó (Eophona personata)

- Pinicola (Vieillot, 1807) – 1 faj
  - nagy pirók (Pinicola enucleator)

- Pyrrhula (Brisson, 1760) – 8 faj
  - narancsszínű süvöltő (Pyrrhula aurantiaca)
  - álarcos süvöltő (Pyrrhula erythaca)
  - tajvani süvöltő (Pyrrhula owstoni), korábban (Pyrrhula erythaca owstoni)
  - vörösfejű süvöltő (Pyrrhula erythrocephala)
  - fehérszárnyú süvöltő (Pyrrhula leucogenis)
  - azori süvöltő (Pyrrhula murina)
  - pikkelyesfejű süvöltő (Pyrrhula nipalensis)
  - süvöltő (Pyrrhula pyrrhula)

- Rhodopechys (Cabanis, 1851) – 2 faj
  - ázsiai rózsásszárnyúpinty (Rhodopechys sanguinea)
  - atlaszi rózsásszárnyúpinty (Rhodopechys alienus)

- Bucanetes (Cabanis, 1851) – 2 faj
  - trombitás sivatagipinty (Bucanetes githagineus) vagy (Rhodopechys githagineai)
  - mongol sivatagipinty (Bucanetes mongolicus) vagy (Rhodopechys mongolicus)

- Agraphospiza (Zuccon, Prŷs-Jones, Rasmussen & Ericson, 2012) – 1 faj
  - Blanford-pirók (Agraphospiza rubescens) vagy (Carpodacus rubescens)

- Callacanthis Bonaparte, 1850 – 1 faj
  - Burton-pinty (Callacanthis burtoni)

- Pyrrhoplectes (Hodgson, 1844) – 1 faj
  - szerecsen pinty (Pyrrhoplectes epauletta)

- Procarduelis (Blyth, 1843) - 1 faj
  - vékonycsőrű pirók (Procarduelis nipalensis)

- Leucosticte  (Swainson, 1832) – 6 faj
  - erdei hópinty (Leucosticte nemoricola)
  - gyékényhópinty (Leucosticte brandti)
  - rózsáshasú hópinty (Leucosticte arctoa)
  - szürkearcú hópinty (Leucosticte tephrocotis)
  - sziklás-hegységi hópinty (Leucosticte atrata)
  - barnasapkás hópinty (Leucosticte australis)

- Carpodacus Kaup, 1829 – 27 faj
  - karmazsinpirók (Carpodacus erythrinus)
  - vérsüvöltő (Carpodacus sipahi) korábban (Haematospiza sipahi)
  - bonin-szigeteki meggyvágó (Carpodacus ferreorostris) korábban (Chaunoproctus ferreirostris) - kihalt
  - Carpodacus grandis
  - vörösköpenyes pirók (Carpodacus rhodochlamys)
  - Carpodacus waltoni
  - pompás pirók (Carpodacus pulcherrimus)
  - Carpodacus davidianus
  - Edwards-pirók (Carpodacus edwardsii)
  - rózsáshasú pirók (Carpodacus rodochroa)
  - Carpodacus verreauxii
  - foltos pirók (Carpodacus rodopeplus)
  - rubinpirók (Carpodacus vinaceus)
  - tajvani pirók (Carpodacus formosanus)
  - sivatagi pirók (Carpodacus synoicus)
  - fakó pirók (Carpodacus stoliczkae)
  - Roborowski-pirók (Carpodacus roborowskii)
  - Sillem-pirók (Carpodacus sillemi), korábban (Leucosticte sillemi)
  - hegyvidéki pirók (Carpodacus rubicilloides)
  - kaukázusi pirók (Carpodacus rubicilla)
  - hosszúfarkú pirók (Carpodacus sibiricus) vagy (Uragus sibiricus)
  - sziklai pirók (Carpodacus puniceus)
  - bíborhomlokú pirók (Carpodacus subhimachalus)
  - rózsás pirók (Carpodacus roseus)
  - örvös pirók (Carpodacus trifasciatus)
  - barnásfehér pirók (Carpodacus thura)
  - Carpodacus dubius

- Haemorhous (Swainson, 1837) – 3 faj
  - Cassin-pirók (Haemorhous cassinii) vagy (Carpodacus cassinii)
  - bíborpirók (Haemorhous purpureus) vagy (Carpodacus purpureus)
  - házi pirók (Haemorhous mexicanus) vagy (Carpodacus mexicanus)

- Chloris (Cuvier, 1800) - 6 faj
  - jünnani zöldike vagy feketefejű zöldike (Chloris ambigua) (Carduelis ambigua)
  - zöldike (Chloris chloris) vagy (Carduelis chloris)
  - szalagos zöldike (Chloris sinica) vagy (Carduelis sinica)
  - Bonin-szigeteki zöldike (Chloris kittlitzi)
  - vietnámi zöldike (Chloris monguilloti) vagy (Carduelis monguilloti)
  - himalájai zöldike (Chloris spinoides) vagy (Carduelis spinoides)

- Rhodospiza Sharpe, 1888 - 1 faj
  - feketecsőrű sivatagipinty (Rhodospiza obsoleta)

- Rhynchostruthus (Sclater & Hartlaub, 1850) – 3 faj
  - aranyszárnyú pinty vagy socotrai pinty (Rhynchostruthus socotranus)
  - szomáli aranyszárnyúpinty (Rhynchostruthus louisae) vagy Rhynchostruthus socotranus louisae néven alfaj
  - arábiai aranyszárnyúpinty (Rhynchostruthus percivali) vagy Rhynchostruthus socotranus percivali néven alfaj

- Linurgus  (Reichenbach, 1850) – 1 faj
  - rigópinty (Linurgus olivaceus)

- Crithagra (Swainson, 1827) - 37 faj
  - Principe-szigeti csicsörke (Crithagra rufobrunnea) vagy (Serinus rufobrunneus)
  - Sao Thomé-i csicsörke (Crithagra concolor) vagy (Neospiza concolor)
  - vékonycsőrű csicsörke (Crithagra citrinelloides) vagy  (Serinus citrinelloides)
  - nyugati kanáricsíz (Crithagra  frontalis) vagy  (Serinus frontalis)
  - déli kanáricsíz (Crithagra hyposticta) vagy (Serinus hypostictus)
  - kantáros csicsörke (Crithagra capistrata) vagy  (Serinus capistratus)
  - papirusz csicsörke (Crithagra koliensis) vagy  (Serinus koliensis)
  - erdei csicsörke (Crithagra scotops) vagy (Serinus scotops)
  - fehérhátú csicsörke vagy szürke csicsörke (Crithagra leucopygia) vagy (Serinus leucopygius)
  - angolai csicsörke (Crithagra atrogularis) vagy (Serinus atrogularis)
  - etiópiai csicsörke (Crithagra xanthopygia vagy Serinus xanthopygius
  - Reichenow-kanáricsíz (Crithagra reichenowi) vagy (Crithagra reichenowi)
  - olajzöld csicsörke (Crithagra rothschildi) vagy (Serinus rothschildi)
  - sárgatorkú csicsörke (Crithagra flavigula) vagy (Serinus flavigula)
  - Salvadori-csicsörke (Crithagra xantholaema) vagy (Serinus xantholaemus)
  - sárgamellű csicsörke (Crithagra citrinipectus) vagy (Serinus citrinipectus)
  - mozambiki csicsörke (Crithagra mozambica) vagy (Serinus mozambicus)
  - fehérhasú csicsörke vagy fehérhasú kanáricsíz (Crithagra dorsostriata) vagy (Serinus dorsostriatus)
  - Ankober-csicsörke (Crithagra ankoberensis) vagy  (Serinus ankoberensis)
  - jemeni csicsörke (Crithagra menachensis) vagy (Serinus menachensis)
  - hottentotta csicsörke (Crithagra totta) vagy (Serinus totta)
  - sárkány-hegységi csicsörke (Crithagra symonsi) vagy  (Serinus symonsi)
  - északi magtörőcsicsörke (Crithagra donaldsoni) vagy (Serinus donaldsoni)
  - déli magtörőcsicsörke (Crithagra buchanani) vagy (Serinus buchanani)
  - sárgahasú kanáricsíz (Crithagra flaviventris) vagy (Serinus flaviventris)
  - Brimston-csicsörke vagy Brimston-kanáricsíz (Crithagra sulphurata) vagy (Serinus sulphuratus)
  - Reichard-kanáricsíz (Crithagra reichardi) vagy (Serinus reichardi)
  - barna kanáricsíz (Crithagra gularis) vagy (Serinus gularis)
  - barna csicsörke (Crithagra canicapilla) vagy (Serinus canicapillus)
  - feketevállú kanáricsíz (Crithagra mennelli) vagy (Serinus mennelli)
  - Rüppell-csicsörke (Crithagra tristriata) vagy (Serinus tristriatus)
  - fehértorkú kanáricsíz (Crithagra albogularis) vagy  (Serinus albogularis)
  - vastagcsőrű csicsörke (Crithagra burtoni) vagy (Serinus burtoni)
  - sávos csicsörke (Crithagra striolata) vagy (Serinus striolatus)
  - sárgahomlokú csicsörke (Crithagra  whytii) vagy (Serinus whytii)
  - tanzániai kanáricsíz (Crithagra melanochra) vagy Serinus melanochrous
  - fehérszárnyú csicsörke (Crithagra leucoptera) vagy (Serinus leucopterus)

- Linaria (Bechstein, 1802) - 4 faj
  - sárgacsőrű kenderike (Linaria flavirostris) vagy (Carduelis flavirostris)
  - kenderike (Linaria cannabina) vagy (Carduelis cannabina)
  - szomáli kenderike (Linaria johannis) vagy (Carduelis johannis)
  - jemeni kenderike (Linaria yemenensis) vagy (Carduelis yemenensis)

- Acanthis (Borkhausen, 1797) - 3 faj
  - szürke zsezse (Acanthis hornemanni) vagy (Carduelis hornemanni)
  - zsezse (Acanthis flammea) vagy (Carduelis flammea)
  - barna zsezse  vagy  nyíri zsezse (Acanthis cabaret) vagy (Carduelis cabaret)

- Loxia  (Linnaeus, 1858) – 6 faj
  - nagy keresztcsőrű (Loxia pytyopsittacus)
  - skót keresztcsőrű (Loxia scotica)
  - keresztcsőrű (Loxia curvirostra)
  - dél-hegységi keresztcsőrű (Loxia sinesciuris) (2009-ben választották el a keresztcsőrűtől)
  - szalagos keresztcsőrű vagy fehérszárnyú keresztcsőrű (Loxia leucoptera)
  - haiti keresztcsőrű (Loxia megaplaga)

- Chrysocorythus (Wolters, 1967) - 2 faj
  - maláj csicsörke (Chrysocorythus estherae) vagy (Serinus estherae)
  - mindanaói csicsörke (Chrysocorythus mindanensis)

- Carduelis  (Brisson, 1760) – 3 faj
  - tengelic (Carduelis carduelis)
  - citromcsíz (Carduelis citrinella) vagy (Serinus citrinella)
  - korzikai citromcsíz (Carduelis corsicana) vagy (Serinus corsicana)

- Serinus  (Koch, 1816) – 8 faj
  - vöröshomlokú csicsörke (Serinus pusillus)
  - csicsörke (Serinus serinus)
  - szíriai csicsörke (Serinus syriacus)
  - kanárimadár (Serinus canaria)
  - szürkenyakú csicsörke (Serinus canicollis)
  - sárgakoronás kanári (Serinus flavivertex)
  - feketefejű csicsörke (Serinus nigriceps)
  - feketefejű kanári (Serinus alario)

- Spinus (Koch, 1816) - 20 faj
  - tibeti csicsörke (Spinus thibetanus) vagy (Serinus thibetanus)
  - aranycsíz (Spinus tristis) vagy (Carduelis tristis)
  - álarcos csíz (Spinus lawrencei) vagy (Carduelis lawrencei)
  - kis aranypinty (Spinus  psaltria) vagy (Carduelis psaltria)
  - csíz (Spinus spinus) vagy (Carduelis spinus)
  - haiti csíz (Spinus dominicensis) vagy (Carduelis dominicensis)
  - fenyőcsíz (Spinus pinus) vagy (Carduelis pinus)
  - guatemalai csíz (Spinus atriceps) vagy (Carduelis atriceps)
  - feketefejű csíz (Spinus notata) vagy (Carduelis notata)
  - bajszos csíz (Spinus barbata) vagy (Carduelis barbata)
  - sárgahasú csíz (Spinus xanthogastra) vagy (Carduelis xanthogastra)
  - olajzöld csíz (Spinus olivacea) vagy (Carduelis olivacea)
  - Magellán-csíz (Spinus magellanica) vagy (Carduelis magellanica)
  - Spinus siemiradzkii vagy Carduelis siemiradzkii
  - Yarrell-csíz (Spinus yarrellii) vagy (Carduelis yarrellii)
  - tűzcsíz (Spinus cucullata) vagy (Carduelis cucullata)
  - fekete csíz (Spinus atrata) vagy (Carduelis atrata)
  - kordillerai csíz (Spinus uropygialis) vagy (Carduelis uropygialis)
  - vastagcsőrű csíz (Spinus crassirostris) vagy (Carduelis crassirostris)
  - andoki csíz (Spinus spinescens) vagy (Carduelis spinescens)